# سيسنا سايتايشن موستنغ
سيسنا سايتايشن موستانج (Cessna Citation Mustang)، أو الطراز 510، هي طائرة خفيفة جدا من فئة طائرات رجال الأعمال بنيت من قبل شركة سيسنا في مدينة اندبندنس في كانساس. لها تكوين قياسي بأربعة مقاعد في خلف المقصورة ومرحاض ومقعدين في قمرة القيادة.
تم اعلان وقف إنتاج الطائرة في أيار / مايو 2017 وقد بني أكثر من 470 طائرة على مدى 12 عاما.

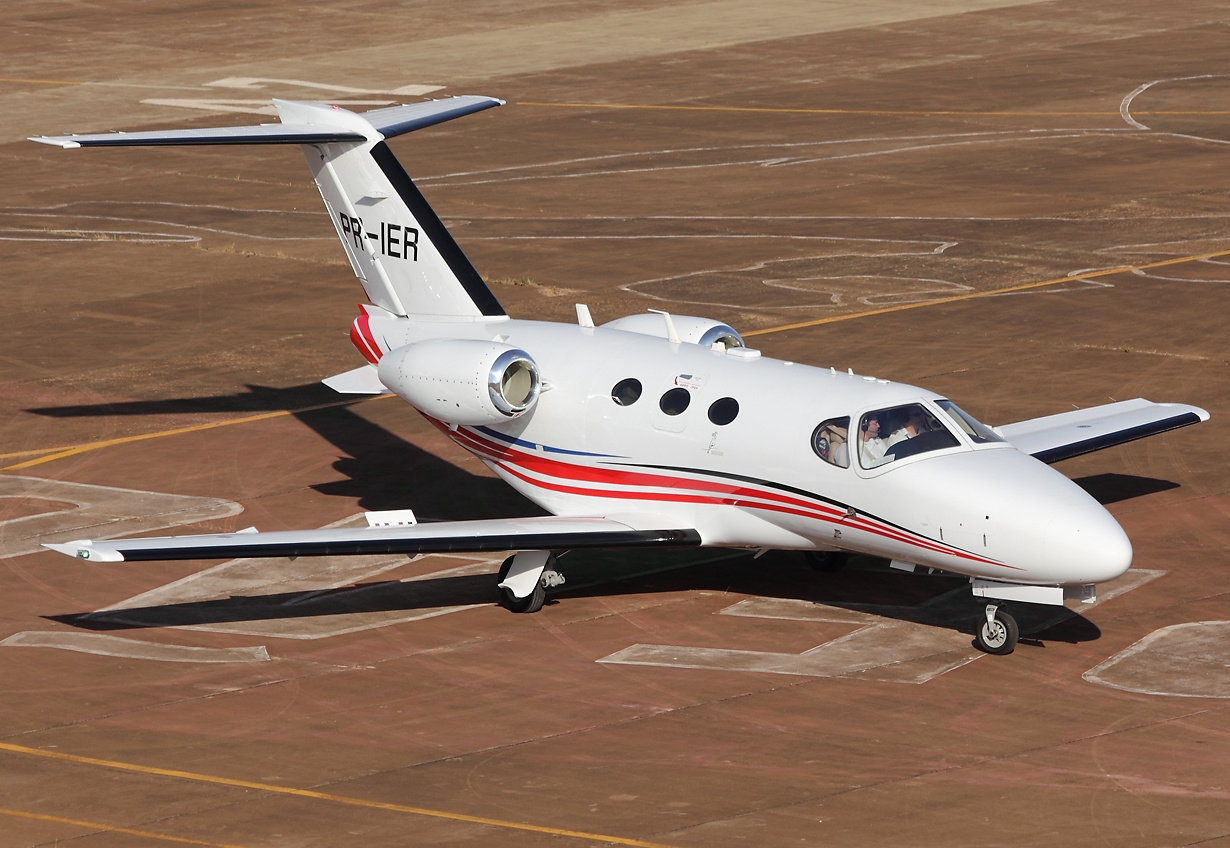
على أرض المطار

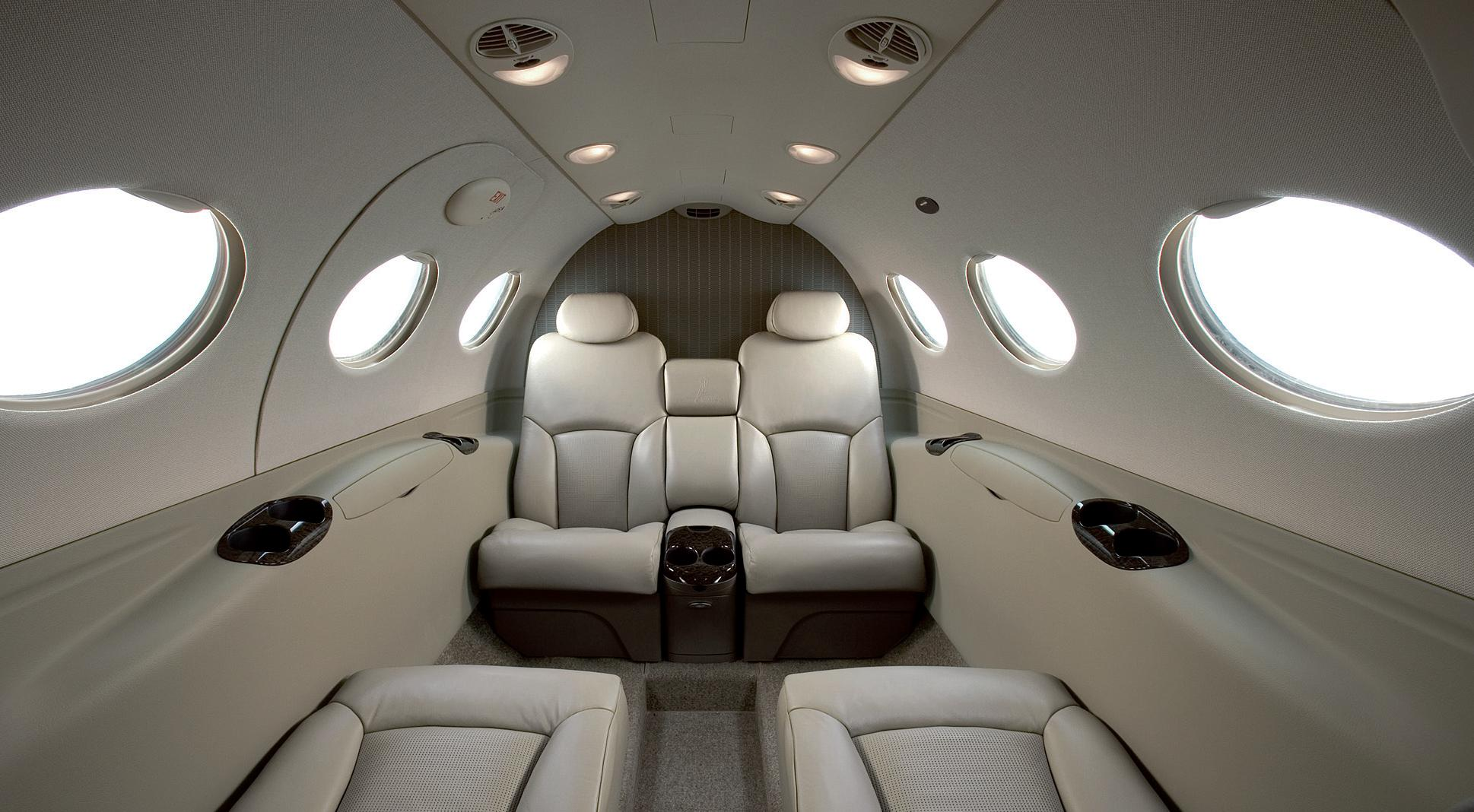
داخل المقصورة

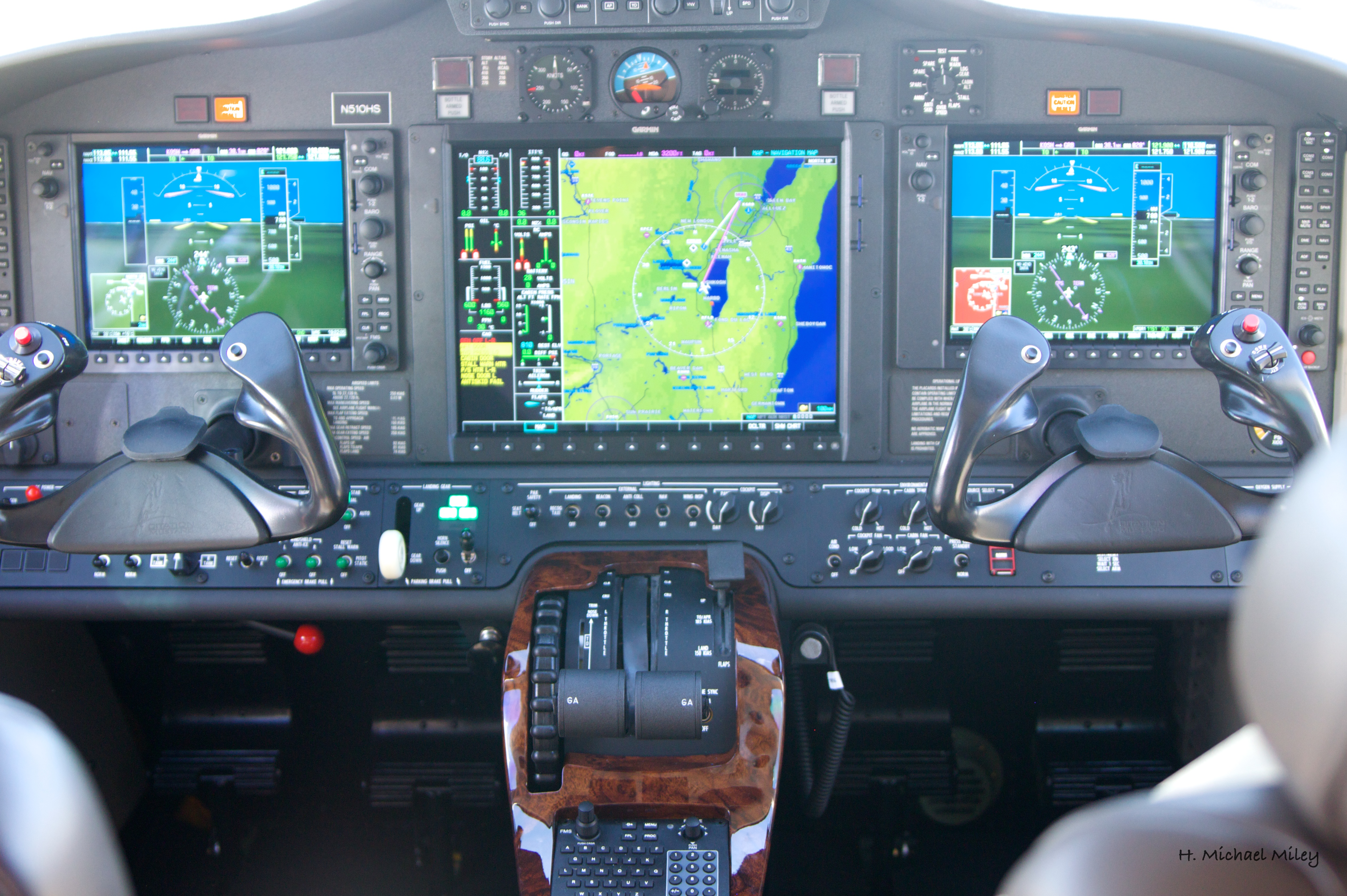
قمرة القيادة

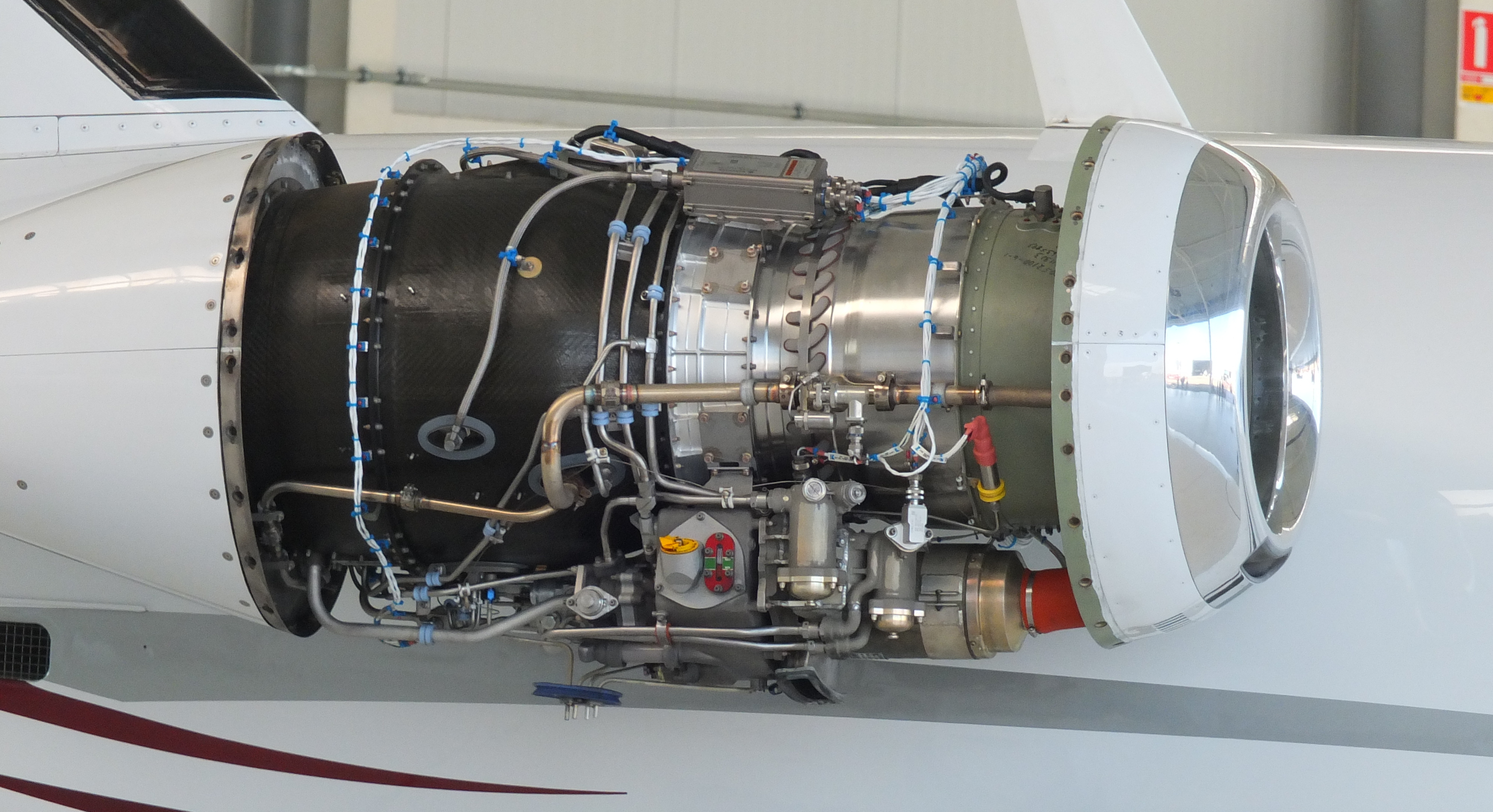
محرك PW615F المستعمل في طائرة الموستنغ

## المشغلون
نصف الأسطول من الطائرة موجود في الولايات المتحدة وكندا تشغل في الغالب من قبل الشركات أو الأفراد الذين يمتلكون طائرة واحدة وعادة ما يقودها أصحابها.أكثرية النصف الثاني من الأسطول يوجد في أوروبا : 23 الطائرات في الجزر البريطانية، 20 طائرة في النمسا، 20 في فرنسا، 11 في ألمانيا، ستة في جمهورية التشيك، خمسة في سويسرا وأربع في إيطاليا. في أمريكا اللاتينية يوجد 31 طائرة في البرازيل 31 طائرة،  10 طائرات في المكسيك، ثلاثة في الأرجنتين، اثنتين في فنزويلا و واحدة في كل من شيلي،غواتيمالا، بنما، وباراغواي. في الشرق الأوسط يوجد أربع طائرات في كل من تركيا وفي مصر واثنتين في إسرائيل. كما يوجد ستة في أفريقيا ، تسعة في أستراليا و خمسة في نيوزيلندا.
| العام | 2006 | 2007 | 2008 | 2009 | 2010 | 2011 | 2012 | 2013 | 2014 | 2015 | 2016 | مجموع |
| تسليم | 1    | 45   | 101  | 125  | 73   | 43   | 38   | 20   | 8    | 8    | 10   | 472   |

## وصلات خارجية
- موقع الشركة المصنعة
- FAA نوع الشهادة A00014WI